# Dasycrotapha
Dasycrotapha es un género de aves paseriformes perteneciente a la familia Zosteropidae. Sus tres miembros son endémicos de Filipinas.

## Especies
El género contiene tres especies:
- Dasycrotapha speciosa - timalí frentigualdo;
- Dasycrotapha plateni - timalí de Mindanao;
- Dasycrotapha pygmaea - timalí pigmeo.